# Mandy Moore
Amanda Leigh "Mandy" Moore, född 10 april 1984 i Nashua i New Hampshire, är en amerikansk sångerska och skådespelare. Hon slog igenom 1999 med singeln Candy. Uppföljarna I Wanna Be With You, Walk Me Home och So Real fick också ett bra mottagande.
Moore verkar även som skådespelare. En av hennes första filmer var A Walk to Remember (2002) där hon även sjöng in delar av filmmusiken med låtarna Cry, It's Gonna Be Love och Only Hope (skriven av Switchfoots sångare Jon Foreman). Låten förekommer på skivan New Way to Be Human. För sin roll i Saved! har hon fått god kritik. Hon har även varit med i den hyllade serien Entourage där hon spelade sig själv, som huvudkaraktären Vincent Chases flickvän.

## Privatliv
År 2009 gifte Moore sig med musikern Ryan Adams men de skilde sig 2016. År 2018 gifte hon sig med musikern Taylor Goldsmith. Makarna fick en son, August, den 23 februari 2021 och en son, Ozzie, i oktober 2022.

## Diskografi

### Studioalbum
- So Real (1999)
- Mandy Moore (2001)
- Coverage (2003)
- Wild Hope (2007)
- Amanda Leigh (2009)
- Silver Landings (2020)
- In Real Life (2022)

## Filmografi i urval
- 2001 – En prinsessas dagbok
- 2002 – A Walk to Remember
- 2002 – Try Seventeen
- 2003 – How to Deal
- 2004 – Chasing Liberty
- 2004 – Saved!
- 2005 – Zuper Zebran (röst)
- 2005 – Romance and Cigarettes
- 2005 – Entourage (gästroll i TV-serie)
- 2006 – American Dreamz
- 2006 – Scrubs (gästroll i två avsnitt)
- 2006 – Björnbröder 2 (röst)
- 2007 – Southland Tales
- 2007 – Dedication
- 2007 – Tre systrar & en mamma
- 2007 – Bröllopsprovet
- 2007 – How I Met Your Mother (gästroll i ett avsnitt)
- 2010 – Grey's Anatomy (gästroll i 2 avsnitt, säsong 6)
- 2010 – Swinging with the Finkels
- 2010 – Trassel (röst som Rapunzel)
- 2012 – Tron: Uprising (röst som Mara)
- 2017  – 47 Meters Down
- 2018 – Röjar-Ralf kraschar internet (röst som Rapunzel)
- 2016–2022 – This is us – Rebecka Pearson
- 2023 – Dr. Death (TV-serie)